# Stazione di Casalecchio di Reno
Stazione di Casalecchio di Reno vasútállomás Olaszországban, Casalecchio di Reno településen.

## Vasútvonalak
Az állomást az alábbi vasútvonalak érintik:
- Porrettana-vasútvonal

## Kapcsolódó állomások
A vasútállomáshoz az alábbi állomások vannak a legközelebb:
- Stazione di Borgonuovo
- Stazione di Casalecchio Garibaldi